# Callum McCowatt
Callum McCowatt, né le 30 avril 1999 à Auckland en Nouvelle-Zélande est un footballeur international néo-zélandais qui évolue au poste d'ailier droit au Silkeborg IF.

## Biographie

### En club
Né à Auckland en Nouvelle-Zélande, Callum McCowatt commence sa carrière avec l'Auckland City.
En 2018 il fait un essai avec le club néerlandais du Sparta Rotterdam mais n'obtient pas de contrat.
Le 26 juin 2019 est annoncé le transfert de McCowatt au Wellington Phoenix, club évoluant dans l'A-League, le championnat australien. Il joue son premier match sous ses nouvelles couleurs le 7 août 2019, lors d'une rencontre de coupe d'Australie face au Brisbane Strikers. Il se fait remarquer en inscrivant son premier but mais les deux équipes se neutralisent dans le temps réglementaire (2-2). Cette rencontre est remportée par Brisbane Strikers aux tirs au but. Il fait sa première apparition en championnat le 13 octobre 2019 face au Western United FC (défaite 1-0 de Wellington Phoenix).
Le 6 septembre 2020, McCowatt s'engage en faveur du club danois du FC Helsingør, qui avait déjà tenté de le recruter 15 mois plus tôt.
McCowatt inscrit son premier but pour le FC Helsingør le 9 avril 2021, lors d'une rencontre de championnat face au HB Køge. Il entre en jeu à la place de David Boysen (en) et participe à la victoire de son équipe par trois buts à un.
Le 4 juillet 2023, Callum McCowatt rejoint le Silkeborg IF. Il signe un contrat courant jusqu'en décembre 2027.
Le 9 mai 2024 il entre en jeu à la place d'Alexander Lind lors de la finale de la Coupe du Danemark où son équipe affronte l'AGF Aarhus. Son équipe s'impose sur le score de un but à zéro et il remporte ainsi le trophée,.

### En sélection
Callum McCowatt est sélectionné avec l'équipe de Nouvelle-Zélande des moins de 17 ans pour participer à la coupe du monde des moins de 17 ans en 2015. Il joue quatre matchs lors de ce tournoi. Son équipe termine deuxième de son groupe derrière la France avant d'être éliminée en huitième de finale face au Brésil (1-0).
Avec les moins de 20 ans il participe à tout juste 18 ans à la coupe du monde des moins de 20 ans en 2017. Il prend part à deux matchs lors de cette compétition où son équipe s'incline en huitième de finale face aux États-Unis (6-0). McCowatt participe à l'édition suivante, en 2019 où il est cette fois titulaire et joue trois matchs. Les jeunes néo-zélandais sont à nouveau défaits en huitième de finale, cette fois aux tirs au but face à la Colombie.
Callum McCowatt honore sa première sélection avec l'équipe nationale de Nouvelle-Zélande le 14 novembre 2019 face à l'Irlande. Il est titularisé au poste d'ailier droit ce jour-là et se fait remarquer en inscrivant le seul but de son équipe, qui s'incline finalement par trois buts à un.

## Palmarès
Silkeborg IF
- Coupe du Danemark (1) :
  - Vainqueur : 2023-2024.